# シエン・カラス
シエン・カラス（Cien Caras、本名：Carmelo Reyes González、1949年10月18日 - ）は、メキシコの元プロレスラー。ハリスコ州ラゴス・デ・モレノ出身。
弟のマスカラ・アニョ・ドスミル、ウニベルソ・ドスミルもプロレスラー。シエン・カラス・ジュニア、エル・イホ・デル・シエン・カラスとは血縁関係はない。

## 来歴
ディアブロ・ベラスコ、パンテーラ・ネグラのコーチのもと、1974年にアメリカ合衆国のカリフォルニア州ロサンゼルスにて、サンソン（Sansón）のリングネームでデビュー。その後ミル・マスカラスを模したミル・カラス（Mil Caras）なるマスクマンを経て、｢百の顔」を意味するシエン・カラス（Cien Caras）に改名。
1976年10月、新日本プロレスに来日。イワン・コロフ、パット・パターソン、ラリー・ヘニング、ウィレム・ルスカらと共に『闘魂シリーズ第2弾』に参戦した。メキシコのレスラーとしては大型であることから、坂口征二やストロング小林とのシングルマッチも行われた。
アメリカでの活動も続け、1977年1月21日にビクター・リベラとのコンビでロディ・パイパー&ザ・ハングマンを破り、ロサンゼルス地区のNWAアメリカス・タッグ王座を獲得。フリッツ・フォン・エリックの主宰するテキサス州ダラス地区にも遠征し、同年にホセ・ロザリオと組んでレス・ソントン&トニー・チャールズの英国人コンビからNWAテキサス・タッグ王座を奪取している。本国メキシコでもNWA系のEMLLを主戦場に、1980年7月26日にプエブラでトニー・ベネットを下してナショナル・ヘビー級王座を獲得した。
長らくリンピオであったが、1984年よりルードに転向。1987年6月24日、メヒコ州ネサワルコヨトルでMS1を破りNWA世界ライトヘビー級王座を獲得。1990年9月21日、アレナ・メヒコでのコントラ・マッチでラヨ・デ・ハリスコ・ジュニアに破れ素顔になる。
1990年代に入るとCMLLにてコナン・エル・バルバロと抗争を展開し、1991年8月18日にモンテレイでコナンからCMLL世界ヘビー級王座を奪取。同年8月1日には、弟のマスカラ・アニョ・ドスミル、ウニベルソ・ドスミルと組んでオクタゴン、アトランティス、マスカラ・サグラダ組を破りナショナル・トリオ王座を獲得した。 
1992年5月にアントニオ・ペーニャのAAAの旗揚げに参加。ここでもコナン・エル・バルバロと抗争を繰り広げる。1996年3月8日、ネサワルコヨトルにてヘビー・メタルとラテン・ラバーをパートナーにAAAアメリカス・トリオス王座決定トーナメントに出場、ロス・ビジャノス（ビジャノ3号、ビジャノ4号、ビジャノ5号）と決勝を争うも敗退した。
1997年に再びCMLLに復帰し、マスカラ・アニョ・ドスミル&ウニベルソ・ドスミルとの兄弟トリオ "Los Hermanos Dinamita（The Dynamite Brothers）" で活動。2005年2月、マスカラ・アニョ・ドスミルと組んでペロ・アグアヨ&ペロ・アグアヨ・ジュニアとカベジェラ・コントラ・カベジェラで対戦するも敗退、これが引退試合とされていたものの、その後もCMLLやインディ団体への出場を続けた。

## 得意技
- フライング・ヘッドバット
- フルネルソン
- スタンプ・ホールド
- ロー・ブロー（ルード転向後）

## 獲得タイトル
NWAハリウッド・レスリング
- NWAアメリカス・タッグ王座：1回（w / ビクター・リベラ）[3]

NWAビッグタイム・レスリング
- NWAテキサス・タッグ王座：1回（w / ホセ・ロザリオ）[4]

EMLL / CMLL
- NWA世界ライトヘビー級王座：1回[6]
- CMLL世界ヘビー級王座：1回[7]
- ナショナル・ヘビー級王座：2回[5]
- ナショナル・タッグ王座：2回（w / サングレ・チカナ、マスカラ・アニョ・ドスミル）[9]
- ナショナル・トリオ王座：1回（w / ウニベルソ・ドスミル&マスカラ・アニョ・ドスミル）[8]

インターナショナル・レスリング・カウンシル
- IWC世界ヘビー級王座：1回[10]

ワールド・レスリング・アソシエーション
- WWAヘビー級王座：1回[11]